# Kwartelastrild
De kwartelastrild (Ortygospiza atricollis) is een klein vogeltje uit de familie van de Estrildidae. Deze prachtvink komt voor in een groot gedeelte van Afrika en wordt als siervogel gehouden.

## Kenmerken
De kwartelastrild of patrijsastrilde (O. a. atricollis) is 9 tot 10 cm lang en weegt 9 tot 12,4 gram De kop en de keel zijn donkerbruin tot zwart met op de kin een klein wit vlekje. De bovenzijde is grijsbruin en de onderzijde bruin. De flanken en het bovenste deel van de borst zijn zwart-wit gestreept. Het vrouwtje is matter van tint en heeft geen zwart aan de kop.

## Verspreiding en leefgebied
Er zijn 11 ondersoorten:
- O. a. atricollis (Zuid-Mauritanië en Senegal tot Tsjaad en Kameroen)
- O. a. ansorgei (Gambia, Zuid-Senegal tot Togo)
- O. a. ugandae (Zuid-Soedan, Oeganda en West-Kenia)
- O. a. fuscocrissa (Eritrea en Ethiopië) (brilastrild)
- O. a. muelleri (Zuid-Kenia tot Angola, Namibië en Zuid-Botswana)
- O. a. smithersi (Noordoost-Zambia)
- O. a. pallida (Noord-Botswana)
- O. a. digressa (Oost-Zimbabwe,Zuid-Mozambique en Zuid-Afrika)
- O. a. gabonensis (Gabon tot in Kongogebied) (zwartkinastrild)
- O. a. fuscata (Noord-Angola, zuiden van het Kongogebied tot in Zambia)
- O. a. dorsostriata (oosten van het Kongogebied tot in Oeganda)

Het leefgebied bestaat uit droge graslanden, maar ook gebieden die tijdelijk onder water staan zoals uiterwaarden, weilanden en rijstvelden, verder geploegd land of vliegvelden. Komt in Ethiopië ook voor in bergland tussen de 1500 en 2700 m boven de zeespiegel.

## Status
De grootte van de populatie is niet gekwantificeerd, maar de aantallen zijn stabiel.Om deze redenen staat de kwartelastrild als niet bedreigd op de Rode Lijst van de IUCN.

## Verzorging als kooivogel
Het is een rustige vogel die geschikt is voor in een kooi of gemengde (buiten)volière, mits de temperatuur niet te laag wordt en geïmporteerde vogels eerst voldoende geacclimatiseerd zijn. Het menu bestaat uit een normaal zaadmengsel, groenvoer en miereneieren.
Water, grit en maagkiezel moeten vanzelfsprekend altijd ter beschikking staan.